# Quantos Possunt ad Satanitatem Trahunt
Quantos Possunt ad Satanitatem Trahunt — восьмой студийный альбом норвежской блэк-метал-группы Gorgoroth, издан в октябре 2009 года лейблом Regain Records.

## Об альбоме
Работа над Quantos Possunt ad Satanitatem Trahunt была начата в октябре 2006 года. Письменно об этом сообщил гитарист и участник-основатель группы Инфернус после условно-досрочного освобождения из тюрьмы в марте 2007 года.
Тем не менее, в группе произошёл раскол и начался конфликт за имя группы, из-за чего выпуск альбома не состоялся ещё долго.
Альбом начал записываться уже после того, как Инфернус выиграл спор за имя группы.
Вокалистом альбома стал Пест, который вернулся в группу после длительного в ней отсутствия. Также дебютировал в составе группы барабанщик Томас Асклунд (экс-Infernal, экс Dissection, экс-Dark Funeral) и Боддель (псевдоним Франка Ваткинса)., экс-Obituary как басист. Единственным участником от прошлого состава остался Инфернус.
Инфернус использовал одну из цитат Адама Бременского как название альбома. Официального перевода на английский язык название альбома не имеет.

## Список композиций
Вся музыка написана Инфернусом.
| №                   | Название                      | Текст песни         | Музыка              | Длительность |
| ------------------- | ----------------------------- | ------------------- | ------------------- | ------------ |
| 1.                  | «Aneuthanasia»                | A. Behemot          | Infernus            | 2:19         |
| 2.                  | «Prayer»                      | A. Behemot          | Infernus            | 3:33         |
| 3.                  | «Rebirth»                     | V. Horg             | Infernus            | 6:34         |
| 4.                  | «Building a Man»              | V. Horg             | Infernus            | 3:23         |
| 5.                  | «New Breed»                   | V. Horg             | Infernus            | 5:29         |
| 6.                  | «Cleansing Fire»              | V. Horg             | Infernus            | 3:13         |
| 7.                  | «Human Sacrifice»             | V. Horg             | Infernus            | 3:46         |
| 8.                  | «Satan-Prometheus»            | A. Behemot          | Infernus            | 5:37         |
| 9.                  | «Introibo ad Alatare Satanas» | Infernus            | Infernus            | 0:53         |
| Общая длительность: | Общая длительность:           | Общая длительность: | Общая длительность: | 34:47        |

## Участники записи
- Пест — вокал
- Инфернус — гитара
- Франк Ваткинс — бас
- Томас Асклунд — барабаны, продюсер